# Hirzenhain
Hirzenhain là một đô thị ở huyện Wetterau, bang Hessen, Đức. Đô thị Hirzenhain có diện tích 16,11 km², dân số thời điểm ngày 31 tháng 12 năm 2006 là 2911 người. Đô thị này có cự ly khoảng 45 kilometers về phía đông bắc Frankfurt am Main.